# دراکنبورگ
دراکنبورگ (به آلمانی: Drakenburg) یک منطقهٔ مسکونی در آلمان است که در Nienburg واقع شده‌است. دراکنبورگ ۱٬۷۲۴ نفر جمعیت دارد.